# Bisaltes obliquatus
Bisaltes obliquatus är en skalbaggsart som beskrevs av Stefan von Breuning 1940. Bisaltes obliquatus ingår i släktet Bisaltes och familjen långhorningar. Inga underarter finns listade.